# Karlo Albert
Karlo Albert (tal. Carlo Alberto) (Torino, 2. listopada 1798. – Porto, 28. srpnja 1849.), sardinski kralj i savojski vojvoda od 1831. do 1849. iz sporedne loze Savojske dinastije, Savoja-Carignano. Za vrijeme vladavine proglasio je novi sardinsko-pijemontski ustav. Vodio je antiaustrijsku politiku, zbog želje da ujedini čitavu Italiju u jedinstvenu državu.

## Životopis
Bio je pripadnik bočne loze sardinske kraljevske dinastije, rođen u obitelji Karla Emanuela, princa Carignana i Marije Kristine Saksonske. Naslijedio je naslov princa Carignana 1800. godine. Školovao se u Parizu, gdje je postao simpatizer ideja Francuske revolucije. Godine 1810. car Napoleon I. Bonaparte imenovao ga je grofom. Kada je njegov rođak Viktor Emanuel I. vraćen na prijestolje Pijemonta, Karlo Albert se vratio u Milano, gdje se uključio u borbu mladih liberala koji su zahtijevali narodni ustav. Poslije ustanka u Napulju 1820. godine, Karlo Albert je pristao povesti revolucionare, ali uskoro je odbio direktno sudjelovanje u državnom udaru. Kada je 13. ožujka 1821. godine kralj Viktor Emanuel I. bio prisiljen abdicirati s prijestolja, Karlo Albert je postao regent do dolaska novoga kralja Karla Feliksa. Proglasio je novi liberalni ustav, koji je već iste godine ukinuo novi kralj. Uhićen je i protjeran u Francusku, zbog sudjelovanja u revoluciji.
Nakon smrti Karla Feliksa 1831. godine, s kojim je izumrla glavna loza Savojske dinastije, izabran je za novog kralja. Unatoč nadanjima liberala, nije pomilovao revolucionare iz 1821. godine i krvavo se obračunao 1833. godine s novom urotom. Nakon što su 1848. godine austrijske postrojbe protjerane iz Milana i Venecije, a potom iz Parme i Modene, stao je na čelo protuaustrijskog nacionalnog pokreta. Poslije poraza kod Custozze dana 25. srpnja 1848. godine, pristupio je pregovorima s Austrijom, no uskoro je nastavio s vojnim djelovanjima da bi nakon poraza kraj Novare u ožujku 1849. godine, bio prisiljen abdicirati u korist svog sina Viktora Emanuela II. i izbjeći u Portugal. 

## Vanjske poveznice
|  | Zajednički poslužitelj ima još gradiva o temi Karlo Albert |

- Karlo Albert Hrvatska enciklopedija
- Karlo Albert Proleksis enciklopedija
- Karlo Albert Sardinijski Britannica (engl.)
- Karlo Albert, kralj Sardinije (engl.)

| Karlo Albert Savojska dinastijaRođ. 2. listopada 1798. Umr. 28. srpnja 1849. |                                  |                                  |
| Vladarske titule                                                             |                                  |                                  |
| prethodnik Karlo Feliks                                                      | sardinski kralj 1831.–1849.      | nasljednik Viktor Emanuel II.    |
| Talijansko plemstvo                                                          |                                  |                                  |
| prethodnik Karlo Emanuel                                                     | princ od Carignana 1800.–1831.   | spojeno s Kraljevinom Sardinijom |
| Titule u Katoličkoj Crkvi                                                    |                                  |                                  |
| prethodnik Karlo Feliks                                                      | čuvar Svetoga platna 1831.–1849. | nasljednik Viktor Emanuel II.    |